# Chris Bristow
Christopher William Bristow (2 de diciembre de 1937 – 19 de junio de 1960) fue un piloto de Fórmula 1 británico. Le llamaban el "Salvaje del British Club Racing", porque había colisionado o hecho trompos en casi todos los circuitos donde había competido. Tomó la salida en 4 GPs puntuables para el Mundial de Fórmula 1, sin haber logrado puntuar.

## Inicios
Bristow no estaba casado y era hijo de un londinense dueño de un garaje, con cuyo apoyo financiero se inició en el deporte del automovilismo en 1956. al poco tiempo ganó carreras a los mandos de un MG en el autódromo de Crystal Palace en su ciudad natal. En los años siguientes pilotó un Cooper de 1100 cm³, para adquirir experiencia en sucesivas carreras en las islas británicas.
En 1958 se trasladó a Elva, donde logró la atención del British Racing Partnership con un coche difícil de conducir. Rápidamente se mudó a BRP, adonde fue a pilotar un Cooper de Fórmula 2, accionado por un motor Borgward.

## Fórmula 1
Con motivo del Trofeo John Day de 1959 fue capaz de conseguir un convincente triunfo, dominando a un selecto elenco de pilotos: Jack Brabham, Roy Salvadori y Bruce McLaren fueron incapaces aquel día de alcanzarle, así que a pesar de su corta edad, 22 años, debutó ese mismo año en la Fórmula 1.
La temporada 1960 tuvo un mal inicio en BRP, al haber perdido la vida en accidente el primer piloto Harry Schell cuando entrenaba para el Trofeo Internacional Daily Express. Así que Bristow alcanzó el estatus de primer piloto. Pero  durante el Gran Premio de Bélgica de 1960 en el rapidísimo circuito de Spa-Francorchamps, siendo el tiempo cálido, seco y soleado, Bristow estrelló su Yeoman Credit Racing Cooper T51 en la curva de Burnenville, en la vigésima vuelta mientras luchaba por mantenerse delante del Ferrari de Willy Mairesse. Habitualmente los coches aceleraban en la curva de Burnenville a 193 km por hora. Había allí un terraplén de unos 1,2 metros y un alambre de púas en el prado adjunto a unos tres metros de la carretera. El Cooper de Bristow chocó contra el terraplén y volcó; fue arrojado contra la alambrada, que lo decapitó.
Bristow y Alan Stacey fallecieron a poca distancia y en el plazo de pocos minutos uno del otro. Ambos colisionaron en Burnenville, la misma curva rápida y amplia hacia la derecha en la que Stirling Moss resultó gravemente herido el día anterior.
En cuanto al ingobernable estilo de conducción de Bristow, un amigo suyo dijo tras el accidente: "Todos sabíamos que esto iba a suceder. No está bien decirlo ahora, pero simplemente Chris no tenía la experiencia para conducir de esa manera en una carrera de Fórmula 1".

## Legado
El ganador del premio anual Aston Martin Autosport BRDC para jóvenes promesas del automovilismo británico se le conoce también como el Trofeo Chris Bristow, estando entre sus vencedores David Coulthard, Jenson Button, George Russell y Lando Norris, entre otros.

## Resultados

### Fórmula 1
(Clave) (negrita indica pole position) (cursiva indica vuelta rápida)

| Año     | Equipo                     | 1   | 2       | 3   | 4       | 5       | 6   | 7   | 8   | 9   | 10  | Pos. | Puntos |
| ------- | -------------------------- | --- | ------- | --- | ------- | ------- | --- | --- | --- | --- | --- | ---- | ------ |
| 1959    | British Racing Partnership | MON | 500     | NED | FRA     | GBR 10  | GER | POR | ITA | USA |     | NC   | 0      |
| 1960    | Yeoman Credit Racing Team  | ARG | MON Ret | 500 | NED Ret | BEL Ret | FRA | GBR | POR | ITA | USA | NC   | 0      |
| Fuente: |                            |     |         |     |         |         |     |     |     |     |     |      |        |

#### Fuera de campeonato
(Escritura en negrita indica pole position, y en cursiva vuelta rápida)
| Año  | Escudería                  | Chasis     | Motor             | 1   | 2     | 3       | 4   | 5     | 6   |
| ---- | -------------------------- | ---------- | ----------------- | --- | ----- | ------- | --- | ----- | --- |
| 1959 | British Racing Partnership | Cooper T51 | Climax Straight-4 | BUE | GLV   | AIN     | INT | OUL 3 | SIL |
| 1960 | Yeoman Credit Racing Team  | Cooper T51 | Climax Straight-4 | BUE | GLV 3 | INT DNA | SIL | LOM   | OUL |